# Ouistreham
Ouistreham er en kommune i Calvados departmentet i Basse-Normandie regionen i det nordvestlige Frankrig.
Ouistreham er en lille havneby med fiskebåde, lystsejlere og en færgehavn. Den er havneby for Caen. Byen ligger for enden af en kanal, som forbinder Caen med havet.

## Historie
Navnet Ouistreham er af ledt af ouistre – 'østers' og det saksiske ham= 'landsby'. Den har været et handelssted siden Middelalderen. Havnen er i dag en del af "Port de Caen-Ouistreham".
Siden begyndelsen af det 20. århundrede er det en badeby på "Riva Bella".
Den 6. juni 1944 landede de Frie franske styrker, som var involveret i landgangen på D-dag en kommandostyrke på 177 mand under Philippe Kieffer ved Ouistreham (Sword Beach).
Angrebet indgik som en del af filmen Den Længste Dag, selv om havnen der her anvendtes rent faktisk er den i Port-en-Bessin.

## Seværdigheder
- Musée du Mur de l'Atlantique – Museum om Atlantvolden
- Musée du Débarquement n° 4 Commando – Museum om de franske kommandosoldater
- Der Grosse Bunker – en gammel tysk bunker fra 2. verdenskrig, som blev erobret af briterne under invasionen.

## Transport
Fra havnen i Ouistreham er der færgesejlads til Portsmouth i England.

## Venskabsbyer
Ouistreham er venskabsby med landsbyen Angmering i West Sussex.
- Wikimedia Commons har flere filer relateret til Ouistreham